# Comandancia del Príncipe
La Comandancia militar  del Príncipe, también conocido como Comandancia de Balábac, fue una dependencia militar de la Capitanía General de las Filipinas situada en un grupo de islas situadas al sur de isla de La Paragua.
En la actualidad Balábac es un municipio  de tercera categoría perteneciente a la provincia  de Paragua en  Mimaro,  Región IV-B de Filipinas. De acuerdo con el censo del 2000, tiene una población de 25,257 habitantes y 4,723 casas.

## Geografía
Tiene al norte el mar de China y La Paragua; al este el mar de Mindoro; al sur con el estrecho de Balábac que nos separa de  las islas de Balambangan y de Banggi, adyacentes a la de Borneo y  pertenecientes al estado de Sabah en Malasia y al oeste el de China;  y al este con Mar de Joló. 
A finales del siglo XIX no había más población que Balábac, estación naval y cabecera, con 521 hab, y unas siete rancherías de moros.

## Historia
Balábac formaba parte de la provincia española de  Calamianes, una de las 35 del archipiélago Filipino, en la parte llamada de Visayas. Pertenecía a la audiencia territorial  y Capitanía General de Filipinas, y en lo espiritual a la diócesis de Cebú.
En isla de Balábac se fundó a mediados del siglo XIX un establecimiento o factoría militar con cien habitantes,  levantándose un fuerte para su defensa. 
La guarnición la daba una compañía de infantería, la cual está sufriendo bajas continuas, por las muchas calenturas que se padecen; pero estas irán sin duda a menos según vaya avanzando el desmonte.
De la provincia de Calamianes se segrega esta Comandancia   Militar del Príncipe cuya capital se denominaba entonces Príncipe Alfonso en honor del que luego sería el rey Alfonso XII, nacido en 1857.
Hubo en ella un establecimiento penal para presidiarios y deportados.

## Importancia estratégica
A 178  leguas de Manila, Balábac es un punto avanzado e inmediato a la isla de Borneo, que colonizan los holandeses, y por lo tanto de importancia mercantil y militar.

## Comandancia político-militar
Los comandantes político-militares tenían las mismas atribuciones que los civiles, excepto en lo económico, cuya gestión era privativa de los administradores de Hacienda en las provincias, donde los gobernadores no eran, al propio tiempo, subdelagados del ramo. 
Un Capitán de fragata ejercía el mando en el Gobierno Político Militar de Isla de La Paragua, mientras que en el correspondiente a Balábac  estaba a cargo de un Teniente de navío de 1ª que ejercía las funciones judiciales con un secretario asesor letrado, y las económicas como subdelegado de hacienda.

## Administración eclesiástica
La administración espiritual está a cargo de un padre misionero Recoleto. Se habla el castellano y el moro joloano.